# Modus operandi
Modus operandi (množina modi operandi, dobesedno latinsko način delovanja, skrajšano v M.O.) je latinski izraz, približno preveden in opredeljen kot »način delovanja«. Izraz se v poslovnih in kriminalističnih kontekstih uporablja za opis navad, lastnosti ter metod delovanja posameznika. Izraz se uporablja pri policijski obravnavi kaznivih dejanj in izbiri metod storilca. Uporablja se v kazenskem profiliranju, predvsem za raziskovanje storilčeve psihologije. V veliki meri ga sestavlja raziskovanje dejanj, ki jih uporabljajo posamezniki za izvršitev kaznivega dejanja, preprečevanje odkrivanja kaznivega dejanja in/ali pobeg z mesta kaznivega dejanja. V poslovnem kontekstu ta pojem predstavlja pogosto delovno prakso podjetja.
Množinska oblika modus operandi je modi operandi (proti siceršnji obliki modi operandorum). Operandi je tu glagolnik v rodilniku, ti pa v latinščini nimajo množinskih oblik.